# Resolució 742 del Consell de Seguretat de les Nacions Unides
La Resolució 742 del Consell de Seguretat de les Nacions Unides, aprovada el 14 de febrer de 1992 després d'examinar l'aplicació de l'Azerbaidjan per a ser membre de les Nacions Unides, el Consell va recomanar a l'Assemblea general que Azerbaidjan fos admesa.